# Harmoniumfabrik Kotykiewicz

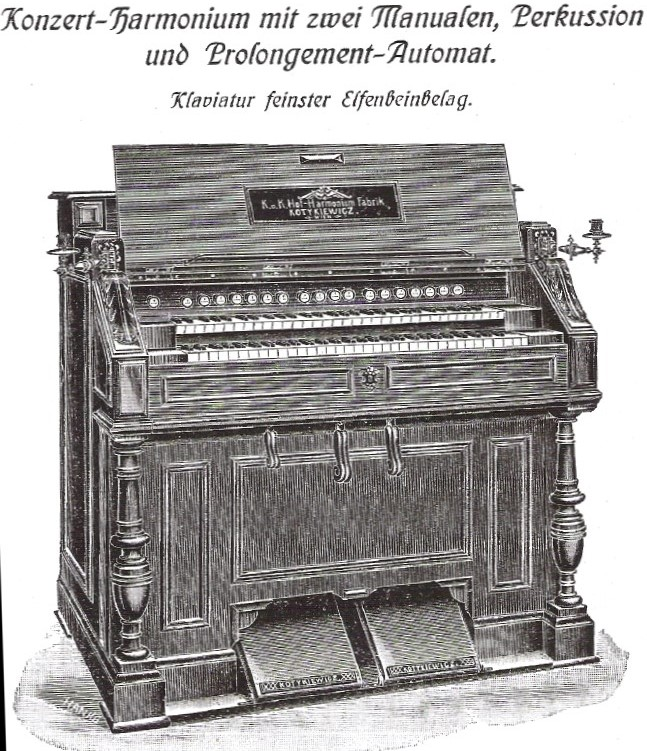
Zweimanualiges Druckwind-Konzertharmonium von Kotykiewicz aus einem Produktkatalog von 1922

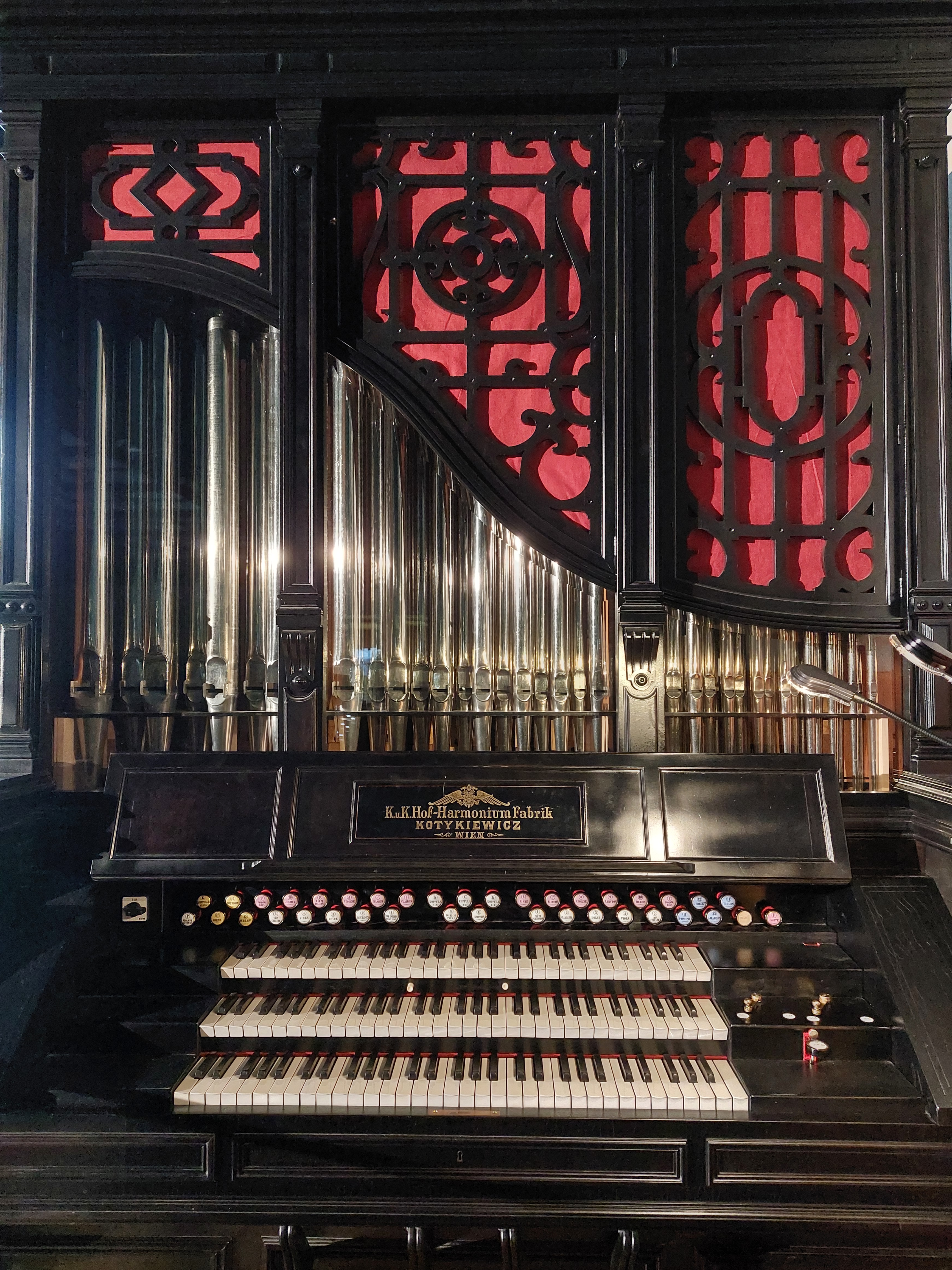
Kotykiewicz-Orgelharmonium (um 1900) im Konzertsaal des Musikgymnasiums Schloss Belvedere Weimar

Kotykiewicz, auch Harmoniumfabrik Kotykiewicz oder Hof-Harmoniumfabrik T. Kotykiewicz, war ein österreichischer Harmoniumhersteller. Das Unternehmen existierte von der Mitte des 19. Jahrhunderts bis nach dem Zweiten Weltkrieg an seinem Firmensitz in der Straußengasse bzw. Margarethengasse (das Haus liegt an beiden Straßen) in Wien-Margareten.

## Geschichte
In der ersten Hälfte des 19. Jahrhunderts hatte der Wiener Instrumentenbauer Jacob Deutschmann die 1818 von Anton Haeckl erfundene Physharmonika (eine Vorläuferin des Harmoniums) weiterentwickelt. Das Instrument wurde leichter spielbar und sein Tonraum größer. Mit steigender Vielseitigkeit wuchs auch die Beliebtheit der Instrumente. Im Jahr 1852 oder 1853 übernahm Peter Titz (* 23. Jänner 1823; † 6. Februar 1873), ein ehemaliger Lehrling von Deutschmann, dessen Werkstatt in der Wiener Margarethengasse und begann, unter seinem Namen Orgeln und Harmoniums zu fertigen.

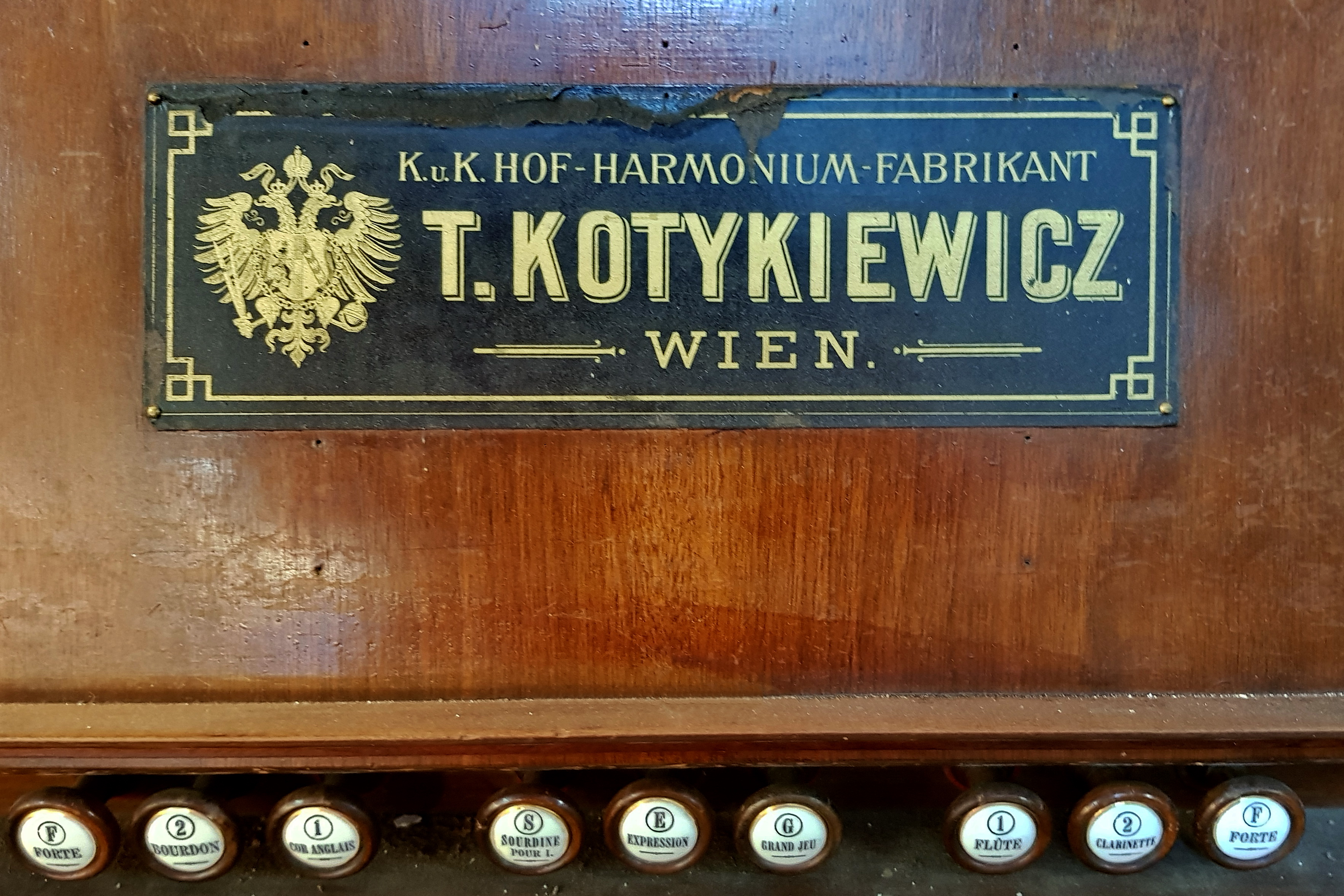
Herstellerschild K.u.K. Hof-Harmonium-Fabrikant T. Kotykiewicz, Wien

Nach dem Tod von Peter Titz 1873 führte seine Gattin Anastasia (1815–1888) für einige Jahre den erfolgreichen Betrieb. 1878 wurde dieser von Teofil Kotykiewicz (* 27. April 1849; † 19. Februar 1920) übernommen, der 1879 Theresia Titz (1858–1934), die jüngere Tochter von Peter und Anastasia Titz, heiratete. Kotykiewicz, ein Sohn polnischer Einwanderer, vertrieb die Instrumente von da an sehr erfolgreich unter seinem Namen. Dabei kam ihm zugute, dass das Harmonium ab dem späten 19. Jahrhundert den Gipfel seiner Beliebtheit erreichte. Kotykiewicz reagierte auf die steigende Nachfrage und entwickelte seine Instrumente beständig weiter.
Zu den verbauten technischen Raffinessen zählen ein Prolongement genannter Mechanismus, der ausgewählte Töne weiterklingen ließ, ohne dass der Spieler die Tasten zu halten brauchte, oder die Perkussion, bei der kleine Hämmerchen auf die Durchschlagzungen des Instrumentes schlagen und so eigene Klangeffekte erzeugen. Die Firma vertrieb auch eigene Notenhefte, in denen die technischen Möglichkeiten ihrer Instrumente berücksichtigt wurden. Die Produktpalette reichte von billigen Instrumenten mit nur einem Register bis zu solchen mit drei Manualen und Pedal, die neben Durchschlagzungen auch tatsächliche Orgelpfeifen enthielten. Letzteres war möglich, da die Firma Druckwindharmoniums herstellte, während auf mit Unterdruck arbeitenden Saugwindharmoniums Pfeifen nicht funktionieren würden.
Kotykiewicz wurde zu einem der größten Harmoniumhersteller Österreich-Ungarns, auch exportierte er auch zahlreiche Instrumente ins Ausland. In Anerkennung ihrer Erfolge durfte die Firma den ursprünglich an Peter Titz vergebenen Titel eines K.u.k. Hof- und Kammerlieferanten weiterführen.

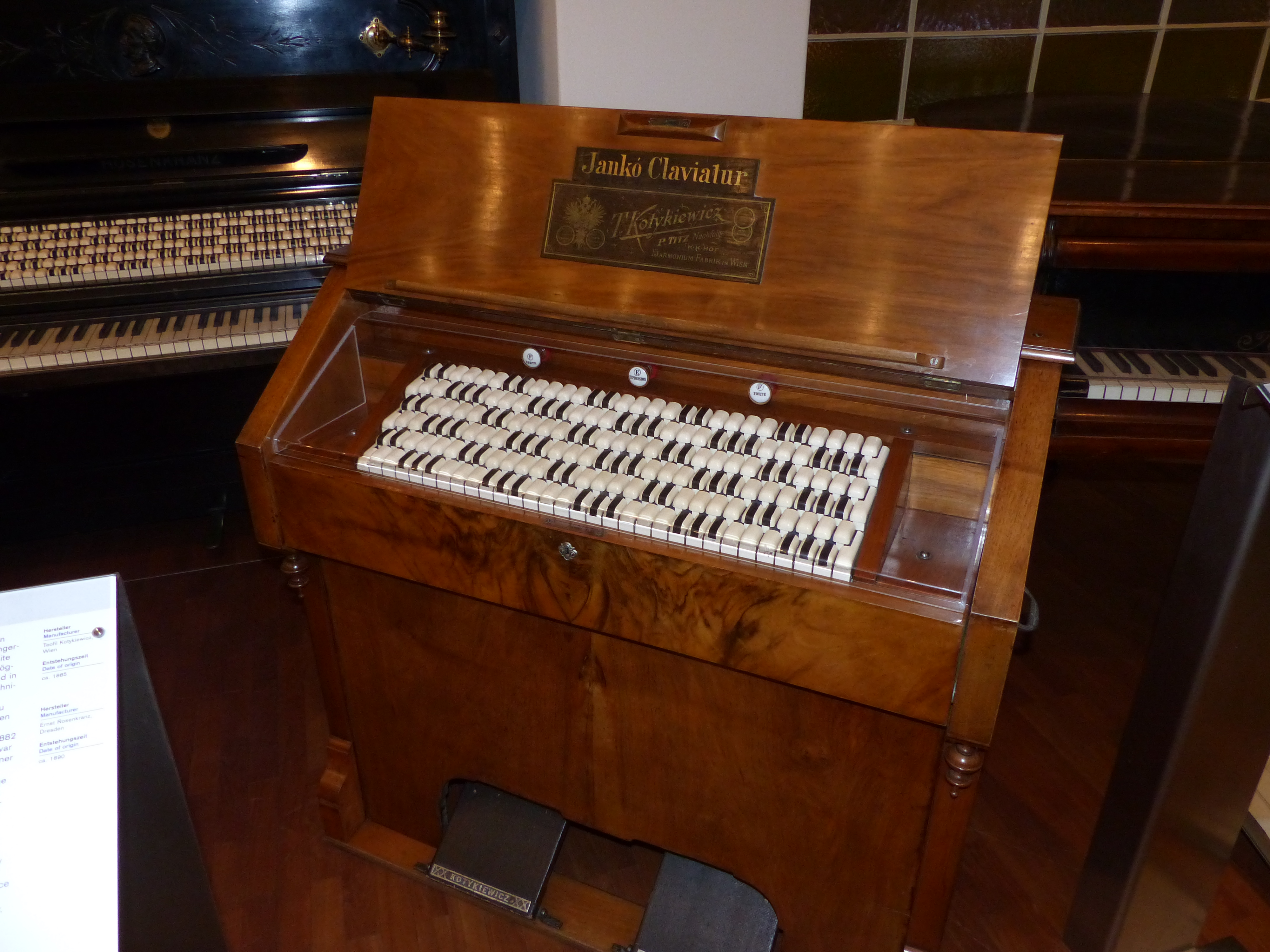
1885 von Kotykiewicz produziertes Harmonium mit Jankó-Klaviatur im Technischen Museum Wien

Teofil Kotykiewicz nahm häufig Anteil an den neuen Strömungen der Musikwelt jener Zeit und interessierte sich für Neuerungen etwa im Bereich der Notenschrift, die damals diskutiert wurden. Der Kromarograph war unter anderem mit einem Kotykiewicz-Harmonium öffentlich vorgeführt worden; nach dem Tod des Erfinders Laurenz Kromar spendete Kotykiewicz dem Technischen Museum Wien ein Harmonium, um die Erfindung dort angemessen präsentieren zu können. Das Bemühen Kotykiewicz’ um technische Innovationen zeigte sich auch daran, dass die Firma 1884 eine der ersten war, die ein Instrument mit der 1883 von Paul von Jankó patentierten Jankó-Klaviatur konstruierte. Ein Kotykiewicz-Harmonium dieser Bauart ist heute im Technischen Museum Wien ausgestellt.
Ab 1929 verkaufte die Firma einen Apparat, der es professionellen Photographen erlaubte, die Verschlusszeit der damaligen Kameras zu berechnen und bei Bedarf nachzujustieren. Dazu wurde die Durchschlagzunge eines Harmoniums vor einer Lochblende montiert, hinter der sich eine Glühbirne befand. Wird die Zunge in Schwingung versetzt, lässt sie, entsprechend ihrer Tonhöhe, hunderte Lichtblitze pro Sekunde durch die Blende. Bewegte der Photograph währenddessen seine Kamera vor dieser Blende vorbei, zeichnete diese eine Reihe von Lichtpunkten auf. Aus der Menge der aufgezeichneten Lichtpunkte konnte, da die Frequenz der Zunge bekannt war, die tatsächliche Verschlusszeit der Kamera berechnet werden.
Nach dem Tod von Teofil Kotykiewicz führte dessen gleichnamiger Sohn (* 24. Juni 1880; † 18. September 1971) die Firma weiter. Die Firma Kotykiewicz überstand den Ersten Weltkrieg und den Zusammenbruch der österreichisch-ungarischen Monarchie und blieb auch in der Zwischenkriegszeit erfolgreich. Nach wie vor wurden Instrumente auch über Europa hinaus exportiert. Kotykiewicz’ kleine, leichte Instrumente erfreuten sich in Schulen großer Beliebtheit – in Wien erhielt jede Volksschule auf Beschluss des Gemeinderates ein solches Instrument.
Die Firma existierte über den Zweiten Weltkrieg hinaus, hatte den Zenit ihres Erfolges aber überschritten. Nach dem Tod von Teofil Kotykiewicz jun. verliert sich die Spur der Firma Anfang der 1970er Jahre. Ein Teil der Nachlasses der Familie Kotykiewicz wurde 1973 dem Technischen Museum Wien übergeben und ist dort archiviert.
Im November 2019 wurde dieser Nachlass von dem Musiker Thilo Plaesser digitalisiert und online verfügbar gestellt.

## Ausgewählte Instrumente
- Im Technischen Museum Wien befindet sich ein 1885 konstruiertes Harmonium mit Jankó-Klaviatur.[9]
- Das vermutlich größte funktionstüchtige Kotykiewicz-Instrument befindet sich im Besitz der United Methodist Church of Vienna. Das Instrument verfügt über drei Manuale und Pedal, neben 881 Durchschlagzungen sind auch 232 Pfeifen verbaut. Zur Auswahl der Klangfarben und Funktionen hat das Instrument 41 Registerzüge.[15]
- Ein weiteres dreimanualiges Orgelharmonium (aus der Privatsammlung von Christoph Bossert) befindet sich seit September 2024 im Konzertsaal des Musikgymnasiums Schloss Belvedere in Weimar.[16]